# Xylia evansii
Xylia evansii är en ärtväxtart som beskrevs av John Hutchinson. Xylia evansii ingår i släktet Xylia och familjen ärtväxter. Inga underarter finns listade i Catalogue of Life.